# Back to Nature
Pour plus de détails, voir Fiche technique et Distribution.
Back to Nature (littéralement : Retour à la nature) est un film américain réalisé par James Tinling, sorti en 1936.

## Fiche technique
- Titre : Back to Nature
- Réalisation : James Tinling
- Scénario : Robert Ellis, Helen Logan (en)
- Photographie : Daniel B. Clark
- Montage :
- Musique : Samuel Kaylin (en)
- Direction artistique :
- Costumes : Herschel McCoy
- Producteur : Max Golden (en)
- Société de production : Twentieth Century Fox
- Société de distribution : Twentieth Century Fox
- Pays d'origine :  États-Unis
- Langue : Anglais américain
- Format : Noir et blanc — 35 mm — 1,37:1 — Son : Mono (Western Electric Noiseless Recording)
- Genre : Comédie
- Durée : 57 minutes
- Dates de sortie : 
  -  États-Unis : 14 août 1936

## Distribution
- Jed Prouty : M. John Jones
- Shirley Deane (en) : Bonnie Jones
- Dixie Dunbar (en) : Mabel
- Tony Martin : Tom Williams
- Spring Byington : Mme Louise Jones
- Kenneth Howell (en) : Jack Jones
- George Ernest (en) : Roger Jones
- June Carlson (en) : Lucy Jones
- Florence Roberts : Granny Jones
- Billy Mahan : Bobby Jones
- Ivan Miller : l'officier fédéral
- Oscar Apfel : le directeur de l'hôtel
- James Barton : l'officier moto
- Spencer Charters : le shérif adjoint Putney
- Edgar Dearing (en) : l'officier moto
- John Webb Dillon (en) : l'homme de Scotland Yard
- Wesley Giraud : l'auto stoppeuse
- Russell Simpson : le shérif
- Arthur Stone : le propriétaire de hangar à bateaux
- George E. Stone : M. Sweeney